# 2895 Memnon
A 2895 Memnon (ideiglenes jelöléssel 1981 AE1) egy kisbolygó a Naprendszerben. Norman G. Thomas fedezte fel 1981. január 10-én. A Jupiter pályáján keringő Trójai csoport tagja.